# Liste der Baudenkmäler in Saldenburg
Auf dieser Seite sind die Baudenkmäler in der niederbayerischen Gemeinde Saldenburg zusammengestellt. Diese Tabelle ist eine Teilliste der Liste der Baudenkmäler in Bayern. Grundlage ist die Bayerische Denkmalliste, die auf Basis des Bayerischen Denkmalschutzgesetzes vom 1. Oktober 1973 erstmals erstellt wurde und seither durch das Bayerische Landesamt für Denkmalpflege geführt wird. Die folgenden Angaben ersetzen nicht die rechtsverbindliche Auskunft der Denkmalschutzbehörde.
 Die Liste gibt den Fortschreibungsstand vom 4. Juni 2019 wieder und umfasst zehn Baudenkmäler.

## Baudenkmäler nach Ortsteilen

### Saldenburg
| Lage                               | Objekt                                                 | Beschreibung | Akten-Nr.              | Bild                                                   |
| ---------------------------------- | ------------------------------------------------------ | --- | ---------------------- | ------------------------------------------------------ |
| Im Gutshof 3 (Standort)            | Ehemaliges Brauereigebäude, sogenannter Binderschuppen | Massivbau aus Granitmauerwerk mit Satteldach, in Hanglage mit hohem Kellergeschoss, um 1900 | D-2-72-142-12 Wikidata | Ehemaliges Brauereigebäude, sogenannter Binderschuppen |
| Nähe Saldenburg (Standort)         | Wegkapelle                                             | Rechteckbau mit Walmdach und zentralem Dachreiter, wohl 1929. | D-2-72-142-2 Wikidata  | Wegkapelle                                             |
| Ritter-Tuschl-Straße 1 (Standort)  | Kruzifix, sogenanntes Ödhäuslkreuz                     | Dreinageltypus mit Arma Christi, Bauernbarock, 18./19. Jahrhundert, Kreuz jünger; 2011 hier neu aufgestellt | D-2-72-142-10 Wikidata | Kruzifix, sogenanntes Ödhäuslkreuz                     |
| Ritter-Tuschl-Straße 20 (Standort) | Burg Saldenburg, jetzt Jugendherberge                  | Viergeschossiger kubusartiger Walmdachbau, Bruchstein, im Kern 1368, wiederhergestellt 1682 von Enrico Zuccalli; im Inneren Schlosskapelle, um 1680; mit Ausstattung; Reste des Bergfrieds, Bruchsteinmauerwerk über quadratischem Grundriss, mittelalterlich; Ringmauerreste, Bruchstein, mittelalterlich | D-2-72-142-1 Wikidata  | weitere Bilder                                         |

### Dießenstein
| Lage                        | Objekt                                 | Beschreibung | Akten-Nr.             | Bild           |
| --------------------------- | -------------------------------------- | --- | --------------------- | -------------- |
| Flur Dießenstein (Standort) | Ruine der ehemaligen Burg Dießenstein, | Reste des ehemaligen Wohnhauses sowie weitere Mauerreste, Bruchstein, 14. Jahrhundert, auf einem Kegel über der Ilz. | D-2-72-142-3 Wikidata | weitere Bilder |

### Goben
| Lage                | Objekt                        | Beschreibung | Akten-Nr.             | Bild                          |
| ------------------- | ----------------------------- | --- | --------------------- | ----------------------------- |
| Goben 51 (Standort) | Wallfahrtskapelle Mariä Namen | Steildachbau, polygonal geschlossen, mit Dachreiter, 1712, 1810 erneuert; mit Ausstattung; Bründlkapelle, kleine, dreiseitig geöffnete Pfeilerhalle mit Zwiebelkuppel, nördlich Quellzugang, 18. Jahrhundert | D-2-72-150-3 Wikidata | Wallfahrtskapelle Mariä Namen |

### Hals
| Lage                  | Objekt     | Beschreibung                                        | Akten-Nr.             | Bild |
| --------------------- | ---------- | --------------------------------------------------- | --------------------- | ---- |
| Allersberg (Standort) | Wegkapelle | Kleiner Rechteckbau mit Satteldach, bezeichnet 1844 | D-2-72-142-5 Wikidata | BW   |

### Lembach
| Lage                  | Objekt  | Beschreibung                                                                          | Akten-Nr.             | Bild |
| --------------------- | ------- | ------------------------------------------------------------------------------------- | --------------------- | ---- |
| In Lembach (Standort) | Kapelle | Kleinbau über quadratischem Grundriss mit Pyramidendach, erste Hälfte 19. Jahrhundert | D-2-72-142-6 Wikidata | BW   |

### Preying
| Lage                        | Objekt                              | Beschreibung | Akten-Nr.             | Bild           |
| --------------------------- | ----------------------------------- | --- | --------------------- | -------------- |
| Brigidastraße 19 (Standort) | Katholische Pfarrkirche St. Brigida | Saalkirche mit Steildach und wenig eingezogenem, fünfseitig geschlossenem Chor, Westturm mit Zwiebelhaube, spätgotisch, wohl zweite Hälfte 15. Jahrhundert; mit Ausstattung; Friedhofsmauer, Granitbruchstein- und Quadermauerwerk, zum Teil mit Strebepfeilern, 18./19. Jahrhundert | D-2-72-142-8 Wikidata | weitere Bilder |

### Senging
| Lage                 | Objekt                                     | Beschreibung | Akten-Nr.             | Bild |
| -------------------- | ------------------------------------------ | --- | --------------------- | ---- |
| Senging 3 (Standort) | Wohnhaus eines geschlossenen Vierseithofes | Zweigeschossiger Satteldachbau, Obergeschoss Blockbau, erste Hälfte 19. Jahrhundert, Dach später; zugehöriger Stallbau, Bruchstein, wohl gleichzeitig; Hofmauer, mit Hoftoren und Nebeneingang, Bruchstein, zum Teil verputzt, wohl gleichzeitig. | D-2-72-142-9 Wikidata | BW   |

## Ehemalige Baudenkmäler
In diesem Abschnitt sind Objekte aufgeführt, die früher einmal in der Denkmalliste eingetragen waren, jetzt aber nicht mehr. Objekte, die in anderem Zusammenhang also z. B. als Teil eines Baudenkmals weiter eingetragen sind, sollen hier nicht aufgeführt werden. Aktennummern in diesem Abschnitt sind ehemalige, jetzt nicht mehr gültige Aktennummern.

| Lage                                      | Objekt      | Beschreibung                                                      | Akten-Nr.             | Bild |
| ----------------------------------------- | ----------- | ----------------------------------------------------------------- | --------------------- | ---- |
| Entschenreuth Kapellenstraße 4 (Standort) | Kapelle     | Erste Hälfte 19. Jahrhundert, erneuert; am südwestlichen Ortsende | D-2-72-142-4 Wikidata | BW   |
| Platten GVStraße in Platten (Standort)    | Holzkapelle | Ende 19. Jahrhundert                                              | D-2-72-142-7 Wikidata | BW   |